# Mljet (Dubrovnik-Neretva)
Pour l’article homonyme, voir Mljet.
Mljet est une municipalité située sur l'île de Mljet, dans le comitat de Dubrovnik-Neretva, en Croatie. Au recensement de 2001, la municipalité comptait 1 111 habitants, dont 97,93 % de Croates et le village de Babino Polje, siège de la municipalité, comptait 336 habitants.

## Localités
La municipalité de Mljet compte 20 localités :
| - Babine Kuće - Babino Polje - Blato - Goveđari - Korita - Kozarica - Maranovići - Njivice - Okuklje - Polače | - Pomena - Pristanište - Prožura - Prožurska Luka - Ropa - Saplunara - Solin - Sobra - Tatinica - Velika Loza |